# Малі Чешниці
Малі Чешниці (словен. Male Češnjice) — поселення в общині Іванчна Гориця, Осреднєсловенський регіон, Словенія. Висота над рівнем моря: 337,8 м.